# Waxholme
Waxholme är en by i civil parish Rimswell, i distriktet East Riding of Yorkshire, i grevskapet East Riding of Yorkshire, i England. Byn är belägen 3 km från Withernsea. Waxholme var en civil parish 1866–1935 när blev den en del av Rimswell. Civil parish hade 41 invånare år 1931. Byn nämndes i Domedagsboken (Domesday Book) år 1086, och kallades då Was(s)ham/Wassum/Waxham.